# آنیتا مولنگا
آنیتا مولنگا (انگلیسی: Anita Mulenga؛ زادهٔ ۳ مهٔ ۱۹۹۵) بازیکن فوتبال اهل زامبیا است.
وی همچنین در تیم ملی فوتبال Zambia بازی کرده‌است.